# Nemoleontina
Nemoleontina is een subtribus van netvleugelige insecten die behoort tot de geslachtengroep Nemoleontini uit de familie mierenleeuwen (Myrmeleontidae). 

## Geslachten
Het bestaat uit ruim vier geslachten:
- Mjobergia Esben-Petersen, 1918
- Nemoleon Navás, 1909
- Protoplectron Gerstaecker, 1885
- Pseudoformicaleo van der Weele, 1909